# Cráteres lunares

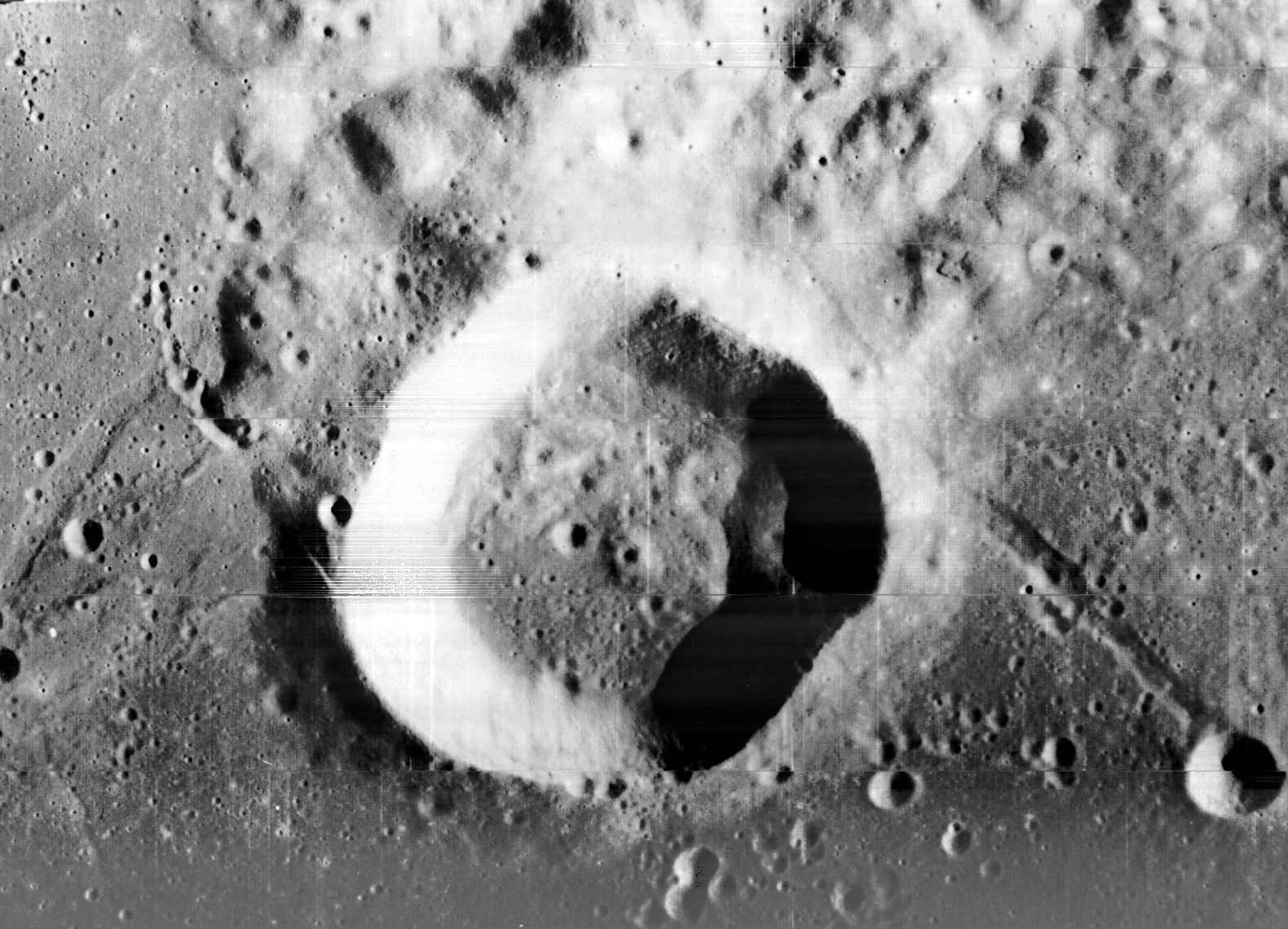
El cráter Webb, visto desde Lunar Orbiter 1. Se pueden ver varios cráteres más pequeños en su interior y alrededores.

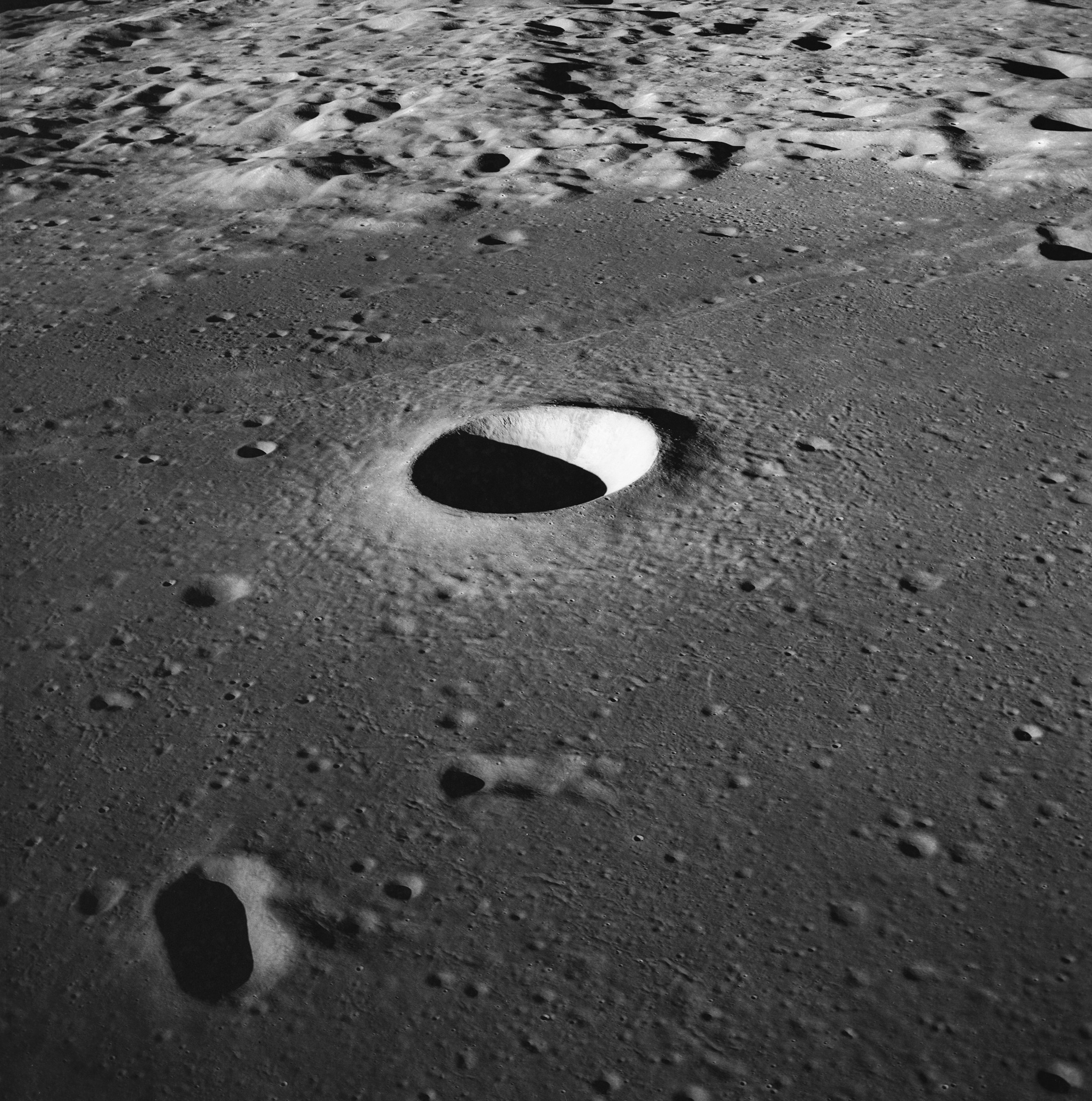
Vista lateral del cráter Moltke tomada desde el Apolo 10.

Los cráteres lunares son cráteres de impacto en la Luna Terrestre, cuya superficie está repleta de ellos, todos los cuales se formaron por impactos. La Unión Astronómica Internacional reconoce actualmente 9.137 cráteres, de los que 1.675 han sido fechados.

## Historia
La palabra cráter se adoptó de la palabra griega para recipiente (Κρατήρ, un recipiente griego utilizado para mezclar vino y agua). Galileo construyó su primer telescopio a fines de 1609 y lo dirigió a la Luna por primera vez el 30 de noviembre de 1609, descubriendo que, contrariamente a la opinión general en ese momento, la Luna no era una esfera perfecta, sino que tenía montañas y depresiones en forma de copa. Estos fueron nombrados como cráteres por Johann Hieronymus Schröter (1791), extendiendo su uso anterior exclusivo a volcanes.
Robert Hooke en Micrographia (1665) propuso dos hipótesis para la formación de los cráteres lunares: una, que fueron causados por el bombardeo de proyectiles desde el espacio, y la otra, que fueron productos del vulcanismo lunar subterráneo.
La opinión científica sobre su origen varió de una a otra durante los siglos siguientes. Las teorías en competencia fueron:
1. erupciones volcánicas que hicieron agujeros en la Luna
2. impactos de meteoros
3. una teoría conocida como Welteislehre y desarrollada en Alemania entre las dos guerras mundiales que sugería que el movimiento glacial creaba los cráteres.

En 1983 Grove Karl Gilbert sugirió que los cráteres de la Luna fueron formados por grandes impactos de asteroides. En 1949 Ralph Baldwin escribió que los cráteres de la Luna eran en su mayoría origen de impactos. Alrededor de 1960, Gene Shoemaker revivió la idea. Según David H. Levy, Shoemaker «vio los cráteres de la Luna como lugares lógicos de impacto que no se formaron gradualmente, en eones, sino de forma explosiva, en segundos».

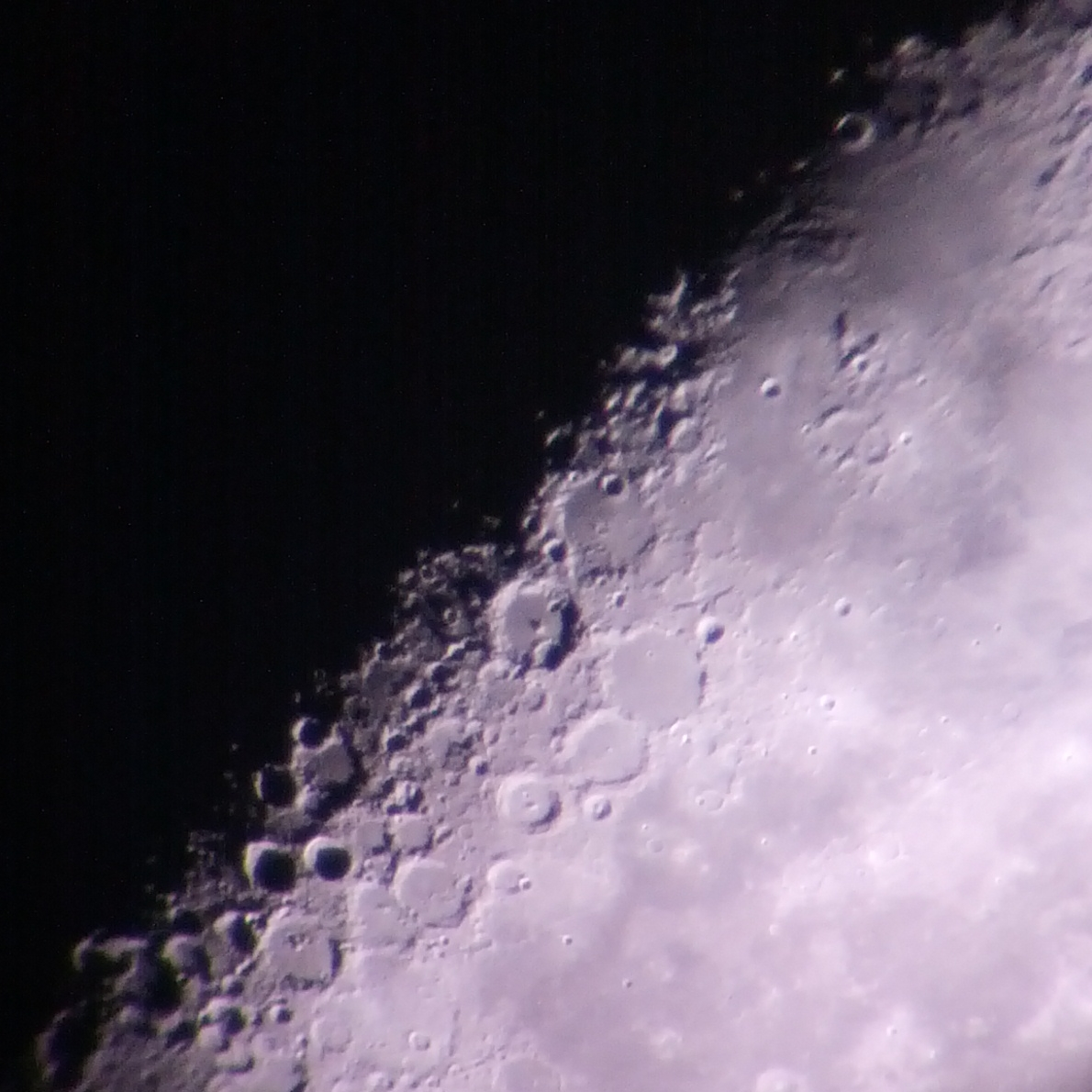
Cráteres lunares capturados a través del telescopio de un astrónomo aficionado, parcialmente iluminados por el sol en una luna creciente menguante.

La evidencia recopilada durante el Proyecto Apolo y de naves espaciales no tripuladas del mismo período demostró de manera concluyente que el impacto meteórico, o el impacto de asteroides en cráteres más grandes, fue el origen de casi todos los cráteres lunares y en consecuencia, también de la mayoría de los cráteres en otros cuerpos.
La formación de nuevos cráteres se estudia en el programa de seguimiento del impacto lunar de la NASA. El cráter más grande registrado fue causado por un impacto registrado el 17 de marzo de 2013. Visible a simple vista, se cree que el impacto es de aproximadamente 40 kg de un meteoroide que golpeó la superficie a una velocidad de 90,000 kilómetros por hora.
En marzo de 2018, se anunció el descubrimiento de alrededor de 7000 cráteres lunares no identificados anteriormente a través de una red neuronal convolucional desarrollada en la Universidad de Toronto Scarborough, Canadá. Un estudio similar en diciembre de 2020 identificó alrededor de 109 000 nuevos cráteres utilizando una red neuronal profunda.

## Características
Debido a la falta de agua, atmósfera y placas tectónicas en la Luna, hay poca erosión y se encuentran cráteres que superan los dos mil millones de años. La edad de los cráteres grandes está determinada por la cantidad de cráteres más pequeños que contiene, los cráteres más antiguos generalmente acumulan cráteres más pequeños y compactos.

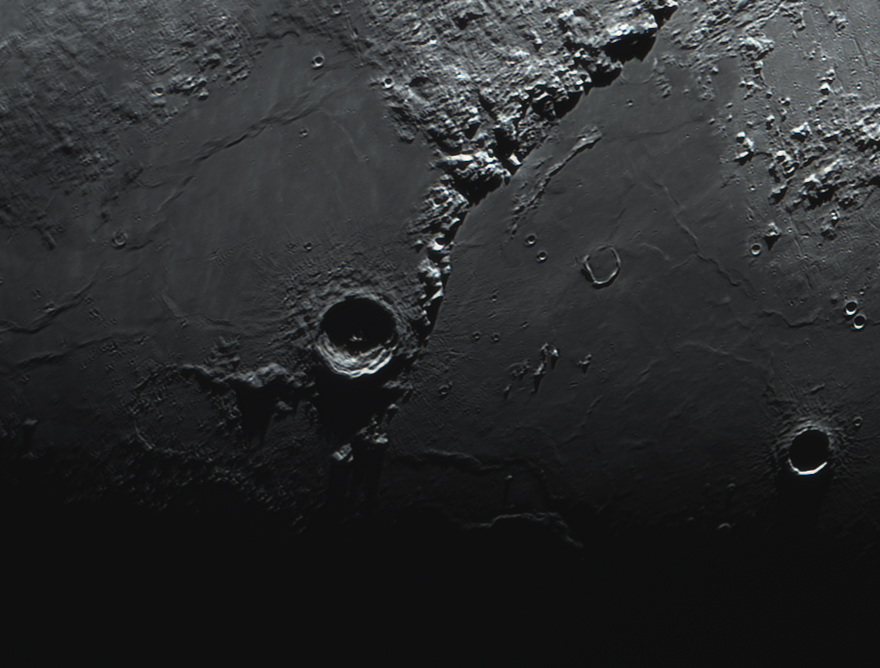
El cráter lunar Eratóstenes (centro izquierda) fotografiado desde la Tierra por el astrónomo aficionado Joel Frohlich usando un telescopio Schmidt-Cassegrain de 8 pulgadas.

Los cráteres más pequeños encontrados han sido de tamaño microscópico, hallados en rocas llevadas a la Tierra desde la Luna. El cráter más grande llamado así tiene aproximadamente  290 km de diámetro, y está ubicado cerca del polo sur lunar. Sin embargo, se cree que muchos de los mares lunares se formaron por impactos gigantes, con la depresión resultante llena de lava ascendente.
Suelen tener algunas o todas las siguientes características:
- un área circundante con materiales salpicados del suelo cuando se formó el cráter; este suele tener un tono más claro que los materiales más antiguos debido a la exposición a la radiación solar durante menor tiempo.
- borde elevado, que consiste en materiales expulsados pero que aterrizan muy cerca.
- pared del cráter, la parte inclinada hacia abajo del cráter.
- suelo del cráter, un área plana, más o menos lisa, que a medida que envejece acumula pequeños cráteres propios.
- pico central, que se encuentra sólo en algunos cráteres con un diámetro superior a 26 km; este es generalmente un efecto de salpicadura causado por la energía cinética del objeto que impacta que se convierte en calor y derrite parte del material lunar.

## Estadísticas
Hay al menos 1,3 millones de cráteres más grandes de 1 km de diámetro; de estos, 83.000 son mayores de 5 km  de diámetro, y 6.972 son mayores de 20 km de diámetro.

## Categorización de cráteres lunares
En 1978, Chuck Wood y Leif Andersson del Lunar & Planetary Lab (Laboratorio Lunar y Planetario) idearon un sistema de categorización de cráteres de impacto lunar. Utilizaron una muestra de cráteres que no fueron modificados relativamente por impactos posteriores, luego agruparon los resultados en cinco categorías amplias. Estos representaron con éxito alrededor del 99% de todos los cráteres de impacto lunar.
Los tipos de cráteres LPC fueron los siguientes:
- ALC — pequeños cráteres en forma de copa con un diámetro de aproximadamente 10 km o menos, y sin piso central. El arquetipo de esta categoría es Albategnius C.
- BIO — similar a un ALC, pero con pisos pequeños y planos. El diámetro típico es de aproximadamente 15 km. El arquetipo del cráter lunar es Biot.
- SOS — el suelo interior es ancho y plano, sin cumbrera central. Los muros interiores no están aterrazados. El diámetro normalmente está en el rango de 15 - 25 km. El arquetipo es Sosigenes.
- TRI — estos cráteres complejos son lo suficientemente grandes como para que sus paredes internas se hayan desplomado hasta el suelo. Pueden variar en tamaño de 15 - 50 km de diámetro. El cráter arquetípico es Triesnecker.
- TYC — estos son más grandes de 50 km, con muros interiores aterrazados y pisos relativamente planos. Con frecuencia tienen grandes formaciones de picos centrales. Tycho es el arquetipo de esta clase.

Más allá de un par de cientos de kilómetros de diámetro, el pico central de la clase TYC desaparece y se clasifican como cuencas. Los cráteres grandes, similares en tamaño a los mares lunares, pero sin (o con una pequeña cantidad de) relleno de lava oscura, a veces se denominan talasoides.
A partir de 2009, Nadine G. Barlow de la Universidad del Norte de Arizona, EE. UU., comenzó a convertir la base de datos de cráteres de impacto lunar de Wood y Andersson a formato digital. Barlow también está creando una nueva base de datos de cráteres de impacto lunar similar a la de estos, excepto que la suya incluirá todos los cráteres de impacto mayores o iguales a cinco kilómetros de diámetro y basados en las imágenes de la superficie lunar de la nave espacial Clementine.
El proyecto Moon Zoo dentro del programa Zooniverse tenía como objetivo utilizar científicos civiles para mapear el tamaño y la forma de tantos cráteres como fuera posible utilizando datos del Lunar Reconnaissance Orbiter de la NASA. Sin embargo, desde entonces ha sido retirado.

## Nombres
Por lo general los cráteres llevan el nombre de científicos fallecidos y otros exploradores, y constituyen el 95% de todas la geografía lunar nombrada. Esta tradición proviene de Giovanni Battista Riccioli, quien la inició en 1651. Desde 1919, la asignación de estos nombres está regulada por la Unión Astronómica Internacional.
Los pequeños cráteres de especial interés (por ejemplo, visitados por misiones lunares) reciben nombres humanos (Robert, José, Louise, etc.). Uno de los cráteres lunares más grandes, Apolo, lleva el nombre de las misiones Apolo. Muchos cráteres más pequeños dentro y a su alrededor llevan los nombres de astronautas estadounidenses fallecidos, y muchos cráteres dentro y cerca de Mare Moscoviense llevan los nombres de cosmonautas soviéticos fallecidos. Además de esto, en 1970 doce cráteres recibieron el nombre de doce astronautas vivos (6 soviéticos y 6 estadounidenses).
La mayoría de los cráteres lunares con nombre son cráteres satélite : sus nombres consisten en el nombre de un cráter cercano con nombre y una letra mayúscula (por ejemplo, Copernicus A, Copernicus B, Copernicus C, etc.).
Las cadenas de cráteres lunares generalmente reciben el nombre de un cráter cercano. Sus nombres latinos contienen la palabra Catena (cadena). Por ejemplo, Catena Davy está situada cerca del cráter Davy.

## Ubicaciones de los principales cráteres
El punto rojo en estas imágenes ilustra la ubicación del cráter nombrado en la cara visible de la Luna.

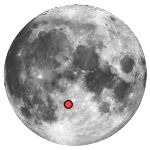
Albategnius
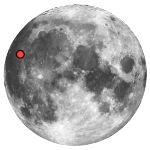
Aristarchus
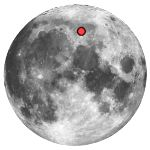
Aristoteles
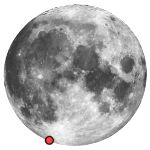
Bailly
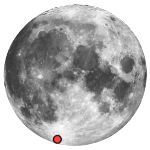
Clavius
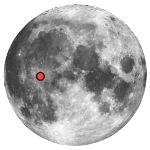
Copernicus
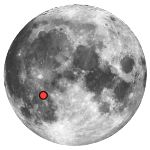
Fra Mauro
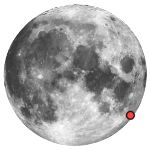
Humboldt
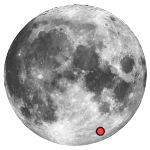
Janssen
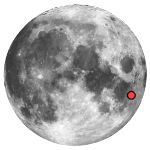
Langrenus
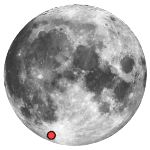
Longomontanus
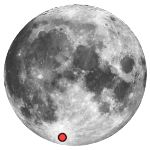
Maginus
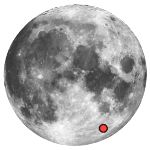
Metius
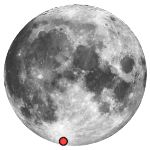
Moretus
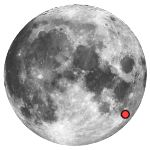
Petavius
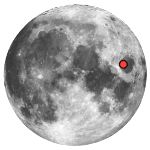
Picard
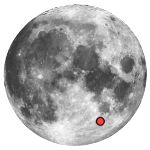
Piccolomini
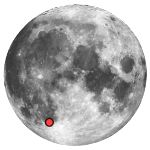
Pilatus
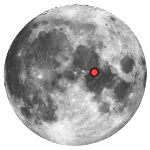
Plinius
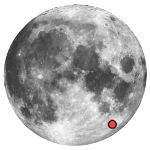
Rheita
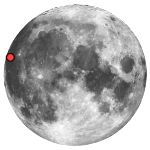
Russell
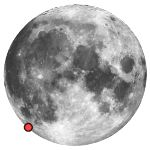
Schickard
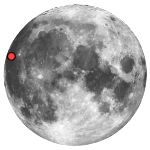
Seleucus
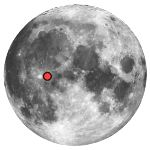
Stadius
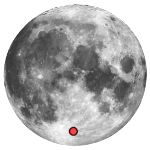
Stöfler
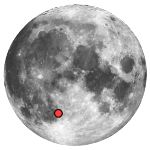
Thebit
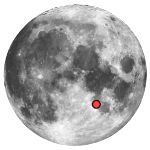
Theophilus
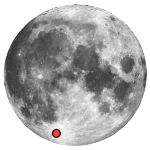
Tycho
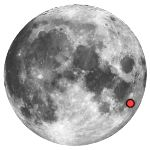
Vendelinus
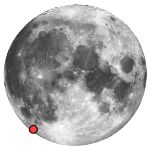
Wargentin